# 华耦
华耦（？—前611年），春秋时期宋国司马，华父督的曾孙。
前618年，楚国攻郑国，晋国赵盾、鲁国公子遂、宋国华耦、卫国孔达、许国大夫帅师就郑。前612年三月，华耦来和鲁国结盟。《春秋》称“宋司马华孙”，对他表示尊贵。前611年，宋昭公以华元为右师，公孙友为左师，华耦为司马，鳞矔为司徒，荡意诸为司城，公子朝为司寇。宋文公即位，使母弟须为司城。华耦去世，而命荡虺为司马。